# Халім Бенмабрук
Халім Бенмабрук (араб. حليم بن مبروك, фр. Halim Ben Mabrouk, нар. 25 червня 1960, Ліон) — алжирський футболіст, що грав на позиції півзахисника.
Виступав за клуби «Париж», «Расінг» (Париж), «Бордо» та «Ліон», а також національну збірну Алжиру.

## Клубна кар'єра
Народився 25 червня 1960 року в місті Ліон. Вихованець футбольної школи клубу «Сен-Пріє».
У дорослому футболі дебютував 1981 року виступами за команду клубу «Париж», в якій провів один сезон у Дивізіоні 2, взявши участь у 22 матчах чемпіонату.
Своєю грою за цю команду привернув увагу представників тренерського штабу клубу «Расінг» (Париж), до складу якого приєднався 1982 року. Відіграв за команду з Парижа наступні вісім сезонів своєї ігрової кар'єри. Більшість часу, проведеного у складі паризького «Расінга», був основним гравцем команди. За цей час двічі (у сезонах 1983/84 та 1985/86) допомагав команді піднятись до Дивізіону 1, проте в обох випадках вона вилітала назад.
Після другого вильоту, 1990 року, Бенмабрук уклав контракт з клубом Дивізіону 1 «Бордо», у складі якого провів наступний рік своєї кар'єри гравця.
З 1991 року один сезон захищав кольори «Ліона», після чого грав за другу команду, де і завершив професійну ігрову кар'єру у 1993 році.

## Виступи за збірну
У складі національної збірної Алжиру був учасником чемпіонату світу 1986 року у Мексиці.